# ماتیاس وارگاس (بازیکن فوتبال، زاده ۱۹۹۷)
ماتیاس وارگاس (انگلیسی: Matías Vargas؛ زادهٔ ۸ مهٔ ۱۹۹۷) بازیکن فوتبال اهل آرژانتین است.
از باشگاه‌هایی که در آن بازی کرده‌است می‌توان به باشگاه فوتبال ولز سارسفیلد اشاره کرد.
وی همچنین در تیم‌های ملی فوتبال زیر ۲۳ سال آرژانتین و آرژانتین بازی کرده‌است.